# Бутку Юзе
Бутку Юзе (Butkų Juzė; справжнє ім'я Юозас Буткус, лит. Juozas Butkus ; 21 липня 1893, село Пажвяльсіс Тяльшяйського повіту, нині в Клайпедському районі — 22 квітня 1947, Клайпеда) — литовський педагог, поет, драматург, перекладач і журналіст.

## Життєпис
Народився у Тяльшяйському повіті. Закінчив початкову школу в Гаргждаї. Організував у Лієпаї литовський гурток любителів сцени, випускав газети „Kibirkštėlė“, „Žadintojas“, „Upelė“.
У 1910 вступив до Тяльшяйської прогімназії. Почав співпрацювати у журналі „Aušrinė“ («Ранкова зірка»). У 1912 у Юозаса Буткуса були паралізовані ноги та органи мови. Після лікування поет не міг вільно розмовляти.
У 1917 закінчив литовську гімназію у Воронежі та вступив на Історико-філологічний факультет Московського університету. 
У 1919 почав навчання в Берлінському університеті, потім навчався в Зальцбурзькому та Єнському університетах.
З 1924 працював учителем у Паланзі, Клайпеді. Виїхав до Сполучених Штатів і до Литви повернувся 1926 р. Після військового перевороту 17 грудня 1926 через прокомуністичні погляди був заарештований і більше року відбував ув'язнення в концентраційному таборі у Варні.
У 1927 працював у польській гімназії в Укмерге, учителем у комерційному училищі в Таураге, в Пренайській гімназії та інших навчальних закладах. У 1931 був співредактором тижневика „Darbininkų balsas“ . У 1932 прийнятий до Спілки журналістів Литви  . У 1937—1940 був завідувачем державної публічної бібліотеки в Паланзі, в 1943 — директором Жемайтійського театру в Тельшяйї, в 1945-1947 — директором музею „Alka“ . Викладав у Клайпедському учительському інституті та інших навчальних закладах.
Помер у Клайпеді, похований у Тельшяї.

## Літературна діяльність
Вірші та статті публікував з 1910 в литовських періодичних виданнях „Aušrinė“, „Žemaitis“ (“Жемайтієць”), „Lietuvos žinios“ (“Литовські вісті”), „Naujoji Lietuva“ (“Нова Литва”), „Dienovidis“, „Naujienos“ («Вісті»; США), виданнях Клайпедського краю.
Підписувався псевдонімами „Bočių atmintojas“, „Kurtuvėnų savanoris“ ("Куртівський доброволець"), „Ginklo draugas“ ("Товариш по зброї"), „Šyvinis“ ("Шивініс"), „Gumbutis“ „Juodlis Širvys“ "Гумбутіс") „Juodlis Širvys“ («Юодліс Ширвіс») та іншими.
Випустив збірки поезії „Žemės liepsna“ (1920), „Verkiančios rožės“ (1921), „Paparčio žiedas“ (1923), „Darbas ir prakaitas“ (1928; була заборонена). Посмертно вийшла книга поезії „Eilėraščiai“ (1953).
Писав сценарії постановок на сцені, написав п'єси „Palaidūnas“ («Безпутник», 1925), „Raudonkrūtinis“ (1929). Переклав драми І. В. Гете «Егмонт» (1932), «Іфігенія в Тавриді», «Торквато Тассо» та інші твори зарубіжної літератури.
Частина творів Бутку Юзе (драма „Vargūna“, роман „Trys juodi mėnuliai“ та інші) залишилася неопублікованою. Ранній його творчості властива схильність до експресіонізму, що поєднується з елементами східної поезії. Пізніше переважають реалістичні риси та соціальна проблематика. 

## Пам'ять
У Клайпеді на стіні будівлі біля перетину вулиць С. Нерес та Бутку Юзе встановлено меморіальну дошку з барельєфом. 